# 星条旗新聞
星条旗新聞（せいじょうきしんぶん、英語: Stars and Stripes）は、アメリカ合衆国の新聞の一つで、米軍の準機関紙。アメリカ軍と兵士と駐留地に関する記事を中心に世界中に展開する米兵と退役軍人に読まれている歴史ある新聞である。

## 概要
アメリカ国防総省内で運営されているが、編集権は独立している上、読者の興味、定期的なレポートを提供する独立したオンブズマンへの第1条保護はアメリカ合衆国議会によってなされている。従って身内である米軍による実績をアピールする記事だけでなく、ネガティブな話題についても記事になるのが特徴である。
ウェブサイトだけでなく軍人向けに欧州、中東、日本、朝鮮といった海外版を含めて日刊の紙媒体を発行しており、無料でダウンロードできる7種類のデジタル版もある。本部はワシントンD.C.に構えている。日本支部は赤坂プレスセンター内に設けられている。

## 歴史

### 創刊
南北戦争中の1861年11月9日、イリノイ州の11、18、29連隊はミズーリ州ブルームフィールドでキャンプを張っていた。地元新聞社を探したがもぬけの殻だったため、自分たちの活動に関する新聞を自身で発行することを決断し、新聞名を Stars and Stripes とした。現在ブルームフィールドには Stars & Stripes Museum/Library Association が置かれている。

### 第一次世界大戦
第一次世界大戦中に経験を積んだ Stars and Stripes の記者やイラストレーターは戦後ベテラン記者や若手兵士になっていった。編集者だったヘラルド・ロスはその後雑誌「ザ・ニューヨーカー」を創刊した。アートディレクター兼主要イラストレーターだったサイラス・リロイ・ボルドリッジは書籍・雑誌のメジャーなイラストレーターだけでなく版画家、ステージデザイナーになった。スポーツ担当編集者のグラントランド・ライスはジャーナリストとして長いキャリアを積み、グラントランド・ライス・スポットライトという映画スタジオを設立した。演劇評論家のアレクサンダー・ウールコットが Stars and Stripes に寄稿したエッセイをまとめた本が The Command Is Forward (1919) として出版された。
Stars and Stripes はその後8ページの週刊誌としてフランスで印刷し米軍部隊に配布するという社員の努力により読者は526,000人とピークに達した。

### 第二次世界大戦
第二次世界大戦中は、展開されている複数の戦線で何十もの版が発行された。この時の制服を着た記者や若い兵士もまた後に重要なジャーナリストになり、新聞の発行、配達において従業員の欠員を埋め熱意と才能を発揮した。いくつかの版はほとんどの部隊が最新情報を得るために、戦線の非常に近い場所で情報の収集や印刷が行われた。また戦時中の新聞は全53巻の G.I. Stories として出版された。
戦後、Stars and Stripes 掲載の "Willie and Joe" という第二次世界大戦を扱った人気漫画の作者だったビル・モールディンは時事漫画家としてピューリッツァー賞を2回受賞し最も輝かしい経歴を飾った。過去の Stars and Stripes 社員には60 Minutesのアンディ・ルーニー、スティーブ・クロフトやソングライター、作家のシェル・シルヴァスタイン、漫画家のトム・サットン、作家のラルフ・G・マーティン、漫画家のポール・フォンテーヌ、作家でテレビニュース番組特派員のトニー・ザッポン、漫画家のバーモン・グラント（代表作に A Monster Is Loose in Tokyo）、ハリウッド写真家のフィル・スターン、株式市場後半レポーター、PBSのウォール・ストリート・ウィーク司会のルイ・ルーカイザーがいる。
1965年の小説、1967年の映画「特攻大作戦」では Stars and Stripes で掲載されたジャック・アグニュー上等兵の功績を収めた写真が登場する。
新聞は1942年に欧州で1945年に太平洋地域で断続的に発行されている。
また、Stripes' Sunday Comics というアメリカ合衆国の15ページのコミック・ストリップがある。

## 現在

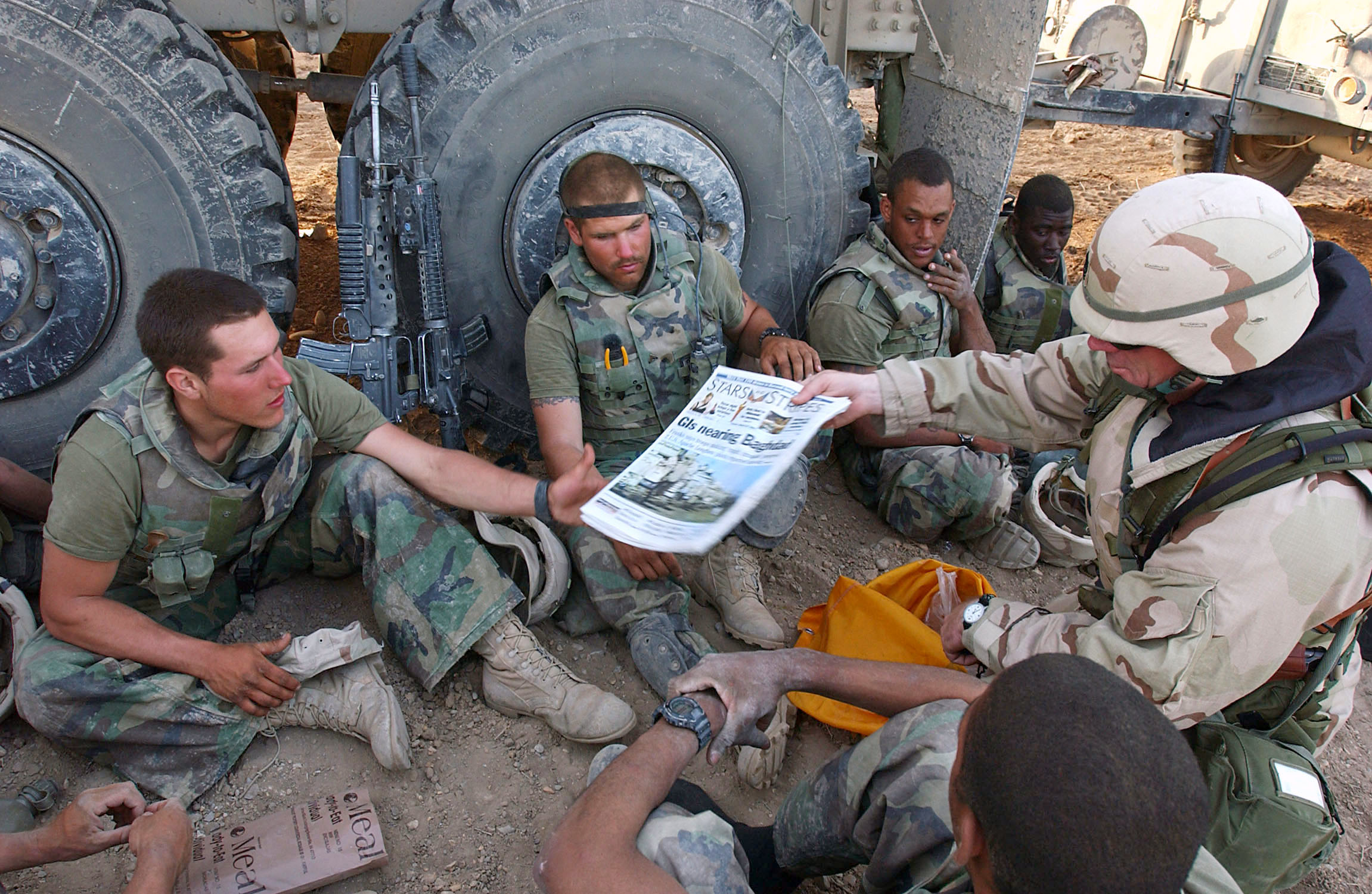
米軍部隊に配達されるStars and Stripes（2003年）

Stars and Stripes はアメリカ国防総省と議会に承認された、独立した日刊の軍事ニュースと、欧州と中東、東アジアの米軍施設情報を発行している。新聞は1日平均40から48ページのタブロイド形式の紙媒体やインターネット上で発行している。また市民や米軍上級下士官を記者として採用しており、世界中に拠点を構えており35万人以上に読まれている。また、オンライン版は月約400,000アクセスがありそのうち60から70%がアメリカ合衆国からのアクセスになっている。
2009年、Stars and Stripes はワシントンD.C.の事務局にて "Stripes Central" というブログ・サイトを開設した。コンテンツは事務局の記者によって執筆されている。
Stars and Stripes は国防総省職員等による福利厚生基金の従業員による組織であり、国防総省による助成は一部に限られる。運営資金の大部分は広告収入と購読契約で賄われている。また多くの軍事出版物の中で唯一憲法修正第一条の保護対象の新聞で、新たに組織された Defense Media Activity の一部になっている。Defense Media Activity による他のメディア（例として Pentagon Channel、Armed Forces Radio and Television Service）は国防総省の命令によるものであるのに対し、Stars and Stripes のみは完全に編集権の独立性を維持している。
また、過去の版のデジタル化を推し進めており、1943年から1999年までの新聞マイクロフィルムを復元し、ヘリテージ・マイクロフィルム社が検索可能な形式に変換し、アーカイブウェブサイトに掲載している。Newspaper Archive では1948年から1999年までの50年間の新聞を掲載している。
ドナルド・トランプ政権は2020年2月、議会に提出した予算要求で、例年計上されていた同紙への補助金約1500万ドル（約16億円）を撤廃した。これにより国防総省は星条旗新聞を同年9月30日で廃刊すると発表したが、マーク・エスパー国防長官に対し超党派の上院議員15人が存続を求めるなど批判が相次ぐ事態となった。トランプは同年9月にツイッター上で自身の政権下で補助金を削減することはないし、廃刊はさせないと軌道を修正。一転して存続することとなった。